# Blötmyrtjärnen, Härjedalen
Blötmyrtjärnen är en sjö i Härjedalens kommun i Härjedalen och ingår i Ljusnans huvudavrinningsområde. Sjön har en area på 0,0732 kvadratkilometer och ligger 804,1 meter över havet.